# Allopatiria ocellifera
Allopatiria ocellifera is een zeester uit de familie Asterinidae.
De wetenschappelijke naam van de soort werd in 1847 gepubliceerd door John Edward Gray.